# الحلاقي (سوهاج)
قرية الحلاقي هي إحدى القرى التابعة لمركز طما بمحافظة سوهاج في جمهورية مصر العربية. حسب إحصاءات سنة 2006، بلغ إجمالي السكان في الحلاقي 5396 نسمة، منهم 2754 رجل و2642 امرأة.